# Chess Query Language
Pour les articles homonymes, voir CQL.
Chess Query Language (CQL) est un langage de requête qui permet la recherche de parties, de positions, de problèmes et d'études du jeu d'échecs dans une base de données de façon simple et standardisée.
La requête spécifie les critères de recherche, et l'outil de base de données formule une réponse sous forme de fichier en format Portable Game Notation (PGN) qui contient les parties ou les positions trouvées dans la base de données et qui répondent aux critères de sélection.
Le langage est conçu pour être flexible. On peut par exemple formuler la requête de sorte que même s'il n'y a pas de correspondance exacte, des résultats approximatifs seront trouvés.
Les critères de recherche sont par exemple les suivants :
- Noms des joueurs,
- Date et lieu de la partie,
- Ouverture,
- Coups ou combinaisons de coups,
- Position de pièces sur certaines cases,
- Disposition relative de pièces à certains endroits,
- Matériel restant,
- Critères plus complexes, comme la sécurité du roi ou certaines structures de pions.